# Conus giorossii
Conus giorossii é uma espécie de caracol marinho, um molusco gastrópode marinho da família Conidae, os caracóis cônicos, conchas cônicas ou cones.
Esses caracóis são predadores e venenosos. Eles são capazes de “picar” humanos.

## Descrição
O tamanho da concha varia entre 24 milímetros e 33 milímetros.

## Distribuição
Esta espécie marinha de caracol cônico ocorre ao largo de Flores, na Indonésia.